# Rheum rhomboideum
Rheum rhomboideum Losinsk. – gatunek rośliny z rodziny rdestowatych (Polygonaceae Juss.). Występuje naturalnie w Chinach – w środkowej i wschodniej części Tybetu. 

## Morfologia
PokrójBylina bez wyraźnej łodygi.
LiścieMają kształt od rombowego do eliptycznie rombowego. Mierzą 10–16 cm długości oraz 8–14 cm szerokości. Są niemal skórzaste. Blaszka liściowa jest całobrzega, o klinowej nasadzie i tępym lub ostrym wierzchołku. Ogonek liściowy jest owłosiony i osiąga 2–7 cm długości. Gatka jest błoniasta.
KwiatyZebrane w wiechy przypominające kłosy, o długości 10–15 cm, rozwijają się na szczytach pędów. Listki okwiatu mają podłużnie eliptyczny kształt i czerwonopurpurową barwę, mierzą 2 mm długości.
OwoceMają klinowy kształt, osiągają 5–12 mm długości.

## Biologia i ekologia
Rośnie na murawach. Występuje na wysokości od 4700 do 5400 m n.p.m. Kwitnie od czerwca do lipca.